# Dicranomyia sericata
Dicranomyia sericata är en tvåvingeart som först beskrevs av Johann Wilhelm Meigen 1830.  Dicranomyia sericata ingår i släktet Dicranomyia och familjen småharkrankar. Inga underarter finns listade i Catalogue of Life.